# Planta de energía nuclear South Texas

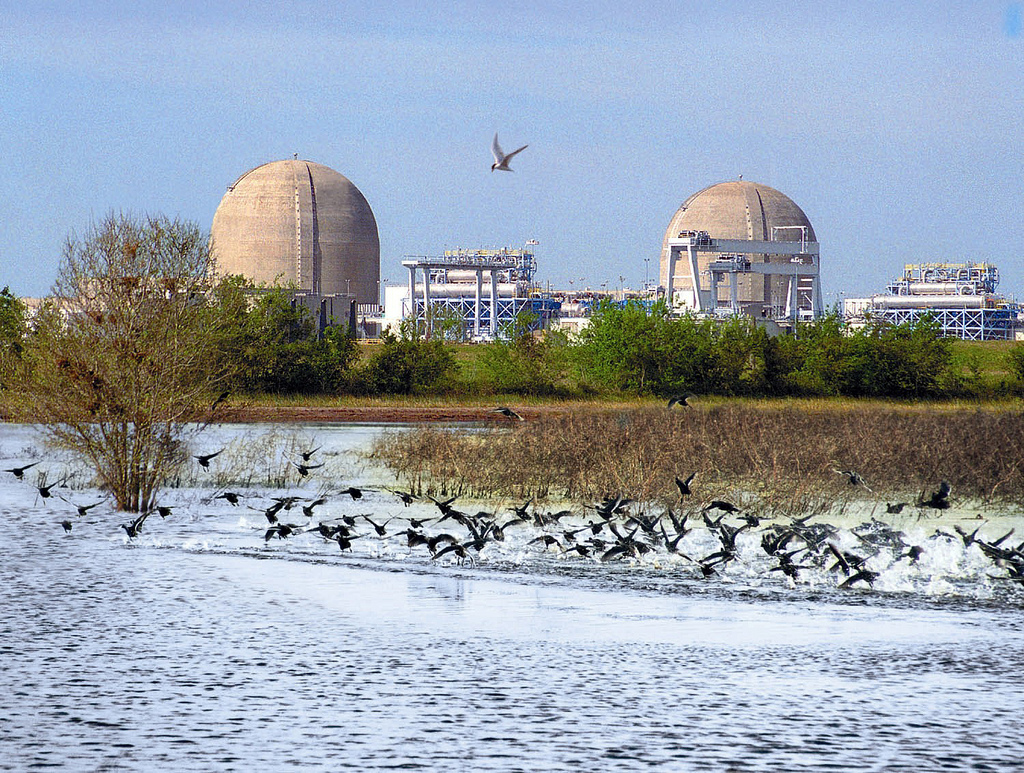
Planta de energía nuclear South Texas

La planta de energía nuclear South Texas, también conocida como South Texas Project (STP), está situada en la coordenadas 28.800 -96.052, al sudoeste de Bay City, Texas, Estados Unidos. Ocupa 49 km² a las orillas del río Colorado cerca de 145 km al sudoeste de Houston, y fue la primera planta de energía nuclear de Texas. En 1996, las dos unidades, ambas reactores de agua presurizada Westinghouse eran dos de las 20 más importantes entre las generadoras de electricidad del mundo.
STP es única en su diseño y en sus sistemas de seguridad para los reactores. Cada unidad dispone de tres sistemas, en lugar de los dos habituales, de refrigeración del núcleo, totalmente independientes y asociados a sistemas de apoyo. No obstante, la adición del tercer tren de seguridad no fue totalmente reconocida por las reglamentaciones de seguridad nuclear durante el proceso de autorización de la planta. El tercer sistema ECCS proporciona una reducción significativa real del riesgo, y la compañía insistió para conseguir el reconocimiento oficial de sus características. Estos esfuerzos llevaron a que, en parte, el equipo de ingeniería se convirtiera rápidamente en expertos reconocidos por la industria en el análisis y modelación de los riesgos y en la gestión en tiempo real del riesgo durante las actividades de funcionamiento y mantenimiento.

## Historia
El 6 de diciembre de 1971, Houston Lighting & Power Co. (HL&P), la ciudad de Austin, la ciudad de San Antonio, y la Central Power and Light Co. (CPL) iniciaron un estudio de viabilidad para la construcción conjunta de una planta nuclear. El coste inicial estimado era de 974 millones de dólares.
A mediados de 1973, HL&P y CPL habían elegido Bay City como emplazamiento para el proyecto y San Antonio había firmado como socio en el proyecto. Brown and Root fue seleccionado como compañía de arquitectura y construcción. En noviembre, los votantes en Austin aprobaron la participación de su ciudad y la misma suscribió el proyecto el 1 de diciembre. Austin tendría varios referéndums más a lo largo de los años acerca de su debía mantenerse o no en el proyecto.
En mayo de 1974 se presentó una solicitud de autorización para la construcción de la planta a la Atomic Energy Commission (ahora Nuclear Regulatory Commission (NRC)), quien emitió los permisos el 22 de diciembre de 1975. La construcción se inició en 1976.
Para el año 1981, el South Texas Project ya se encontraba retrasado cuatro años sobre las previsiones y se había producido un sustancial incremento de costes. Brown and Root revisaron su planificación para la finalización para junio de 1989 y el coste a un estimado de 4,4 - 4,8 millardos de dólares. Brown and Root fue relevada como arquitectos en septiembre y se contrató a Bechtel Corporation para sustituirles. Menos de dos meses después, Brown and Root renunció como contratista constructor y se contrató a Ebasco Constructors para sustituirles en febrero de 1982.
El 3 de noviembre de 1981, los votantes de Austin autorizaron al Consejo Municipal, para que vendiera el 16% de la ciudad en la propiedad de STP. No se encontraron compradores.
La Unidad 1 alcanzó su criticidad inicial el 8 de marzo de 1988 y empezó su funcionamiento comercial el 25 de agosto. Las fechas para la Unidad 2 fueron el 12 de marzo de 1989 y el 19 de junio, respectivamente.
En febrero de 1993, ambas unidades hubieron de desconectarse para resolver problemas con las bombas auxiliares alimentadoras de agua para vapor. No volvieron a entrar en servicio hasta marzo (Unidad 1) y mayo (Unidad 2) de 1994.

## Demandas judiciales
Los propietarios de STP demandaron a Brown and Root por rotura del contrato el 26 de diciembre de 1981. Brown and Root la liquidó el 30 de mayo de 1985, mediante el acuerdo de pagar a los propietarios de STP 750 millones de dólares.
El 6 de enero de 1983, la ciudad de Austin presentó una demanda contra HL&P por mala gestión del proyecto y buscando liberarse del Acuerdo de Participación en el STP. La ciudad presentó otra demanda el 22 de febrero de 1994 para recuperar los costes de combustibles asociados con las demoras de un año de duración en 1993 y 1994. HL&P y Austin alcanzaron un acuerdo fuera de los tribunales el 1 de mayo de 1996 por el cual Austin renunciaba a cualquier litigio contra HL&P, si HL&P formaba una compañía de gestión separa para el funcionamiento del STP.